# Guillaume de Gennep

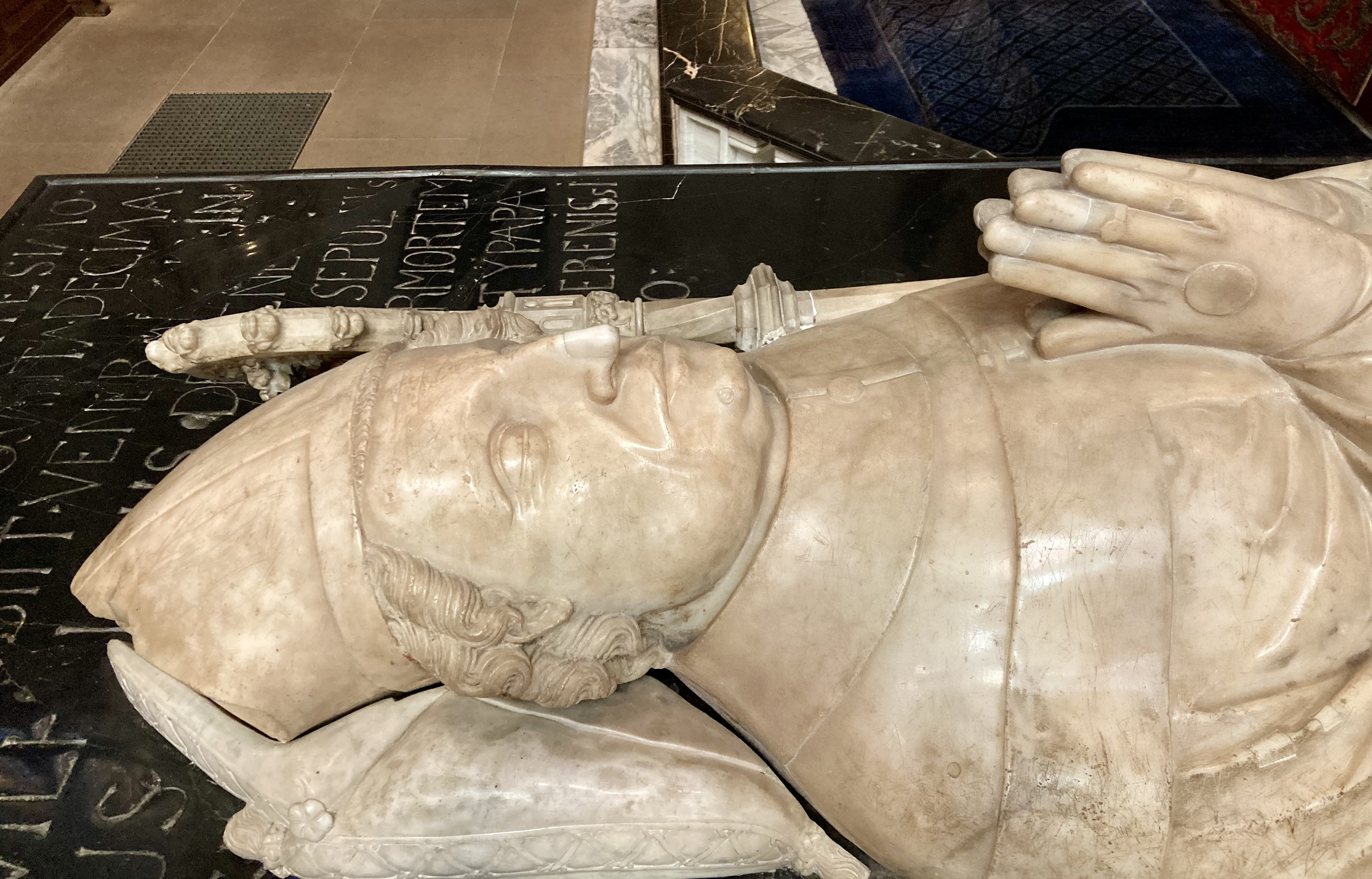
Cathédrale de Cologne : L'archevêque Guillaume de Gennep fit ériger son tombeau de son vivant ; il fut placé au centre du haut chœur en 1362, puis retiré lors de la rénovation baroque. L'effigie fut réalisée par un artiste mosan. Le tombeau se trouve

Guillaume de Gennep, mort le 15 septembre 1362 à Cologne, est électeur et archevêque de Cologne de 1349 à 1362.

## Biographie
Il est issu d'une petite famille de comtes de la région du Bas-Rhin-Maasland, du nom de la ville de Gennep. Déjà sous son prédécesseur Walram de Juliers, il travaille comme secrétaire de l'archevêque à Cologne et est son conseiller le plus important.
Après la mort de son prédécesseur, il est élu archevêque contre la volonté du roi (et plus tard empereur) Charles IV. Il trouve ici un soutien principalement grâce à la protection brabançonne et française, si bien que le 18 décembre 1349, il est soutenu par le pape Clément VI pour être nommé archevêque de Cologne. Guillaume conclut le 13 mai 1351 avec le duc Jean de Brabant, son fils le duc Godefroy de Limbourg (* 1347, † 1352) et les villes de Cologne et d'Aix-la-Chapelle l'alliance de paix Meuse-Rhin (de) pour une durée de dix ans.
Guillaume de Gennep s'avère être un prince compétent et ainsi, en peu de temps, il réussit à consolider la situation économique de l'archevêché, ce qui lui permet d'exercer puissamment sa souveraineté. Sa politique intérieure vigoureuse est la base d'une politique étrangère globale non belligérante et réussie. Cela aboutit à une politique impériale intensive. Le résultat n'est pas seulement des liens politiques avec la France, l'Angleterre et l'Europe du nord-ouest, mais aussi vraisemblablement une contribution significative à la formulation de la bulle d'or en 1356. La bulle d'or a confirmé la dignité électorale des archevêques de Cologne et le bureau de l'archichancelier pour l'Italie impériale.
Il meurt à Cologne le 15 septembre 1362. Il est inhumé dans une tombe qu'il a construite dans la chapelle de la croix de la cathédrale de Cologne.
Guillaume de Gennep fut un mécène du corps de la cathédrale de Cologne; il a soutenu l'association de construction de la cathédrale de l'époque. Pour financer la construction de l'édifice, il obtint des indulgences papales pour l'archevêché. En même temps, il devait avoir une certaine vénération pour son prédécesseur, pour qui il fit également construire un magnifique tombeau.